# Spiricella
Spiricella — род термофильных морских заднежаберных брюхоногих моллюсков, долгое время считавшийся монотипичным (включавшим в себя единственный вид Spiricella unguiculus). В 2008 г. найден новый представитель рода, Spiricella redferni.
Моллюски Spiricella, как ископаемые, так и современные, встречаются крайне редко. Живых особей до сих пор обнаружить не удалось — только раковины. Несмотря на изученную палеоисторию рода и появление большего числа раковин для исследования учёные по-прежнему ничего не знают о самом животном и его экологии.
Датой публикации рода иногда указывают 1827 год, по дате титульного листа второго тома Bulletin d’Histoire Naturelle de la Société Linnéenne de Bordeaux. Однако существует и отдельная публикация с тем же названием, Bordeaux (Laguillotière & Co): 1-31, с пометкой на титульном листе: Extrait du Bulletin d’Histoire naturelle de Bordeaux, tome II, 6. elivraison, 23 Décembre 1828.

## Классификация
На данный момент выделяют два вида:
- Spiricella redferni C. M. Silva & Landau, 2008
- Spiricella unguiculus Rang, 1828